# Kirsteinska huset

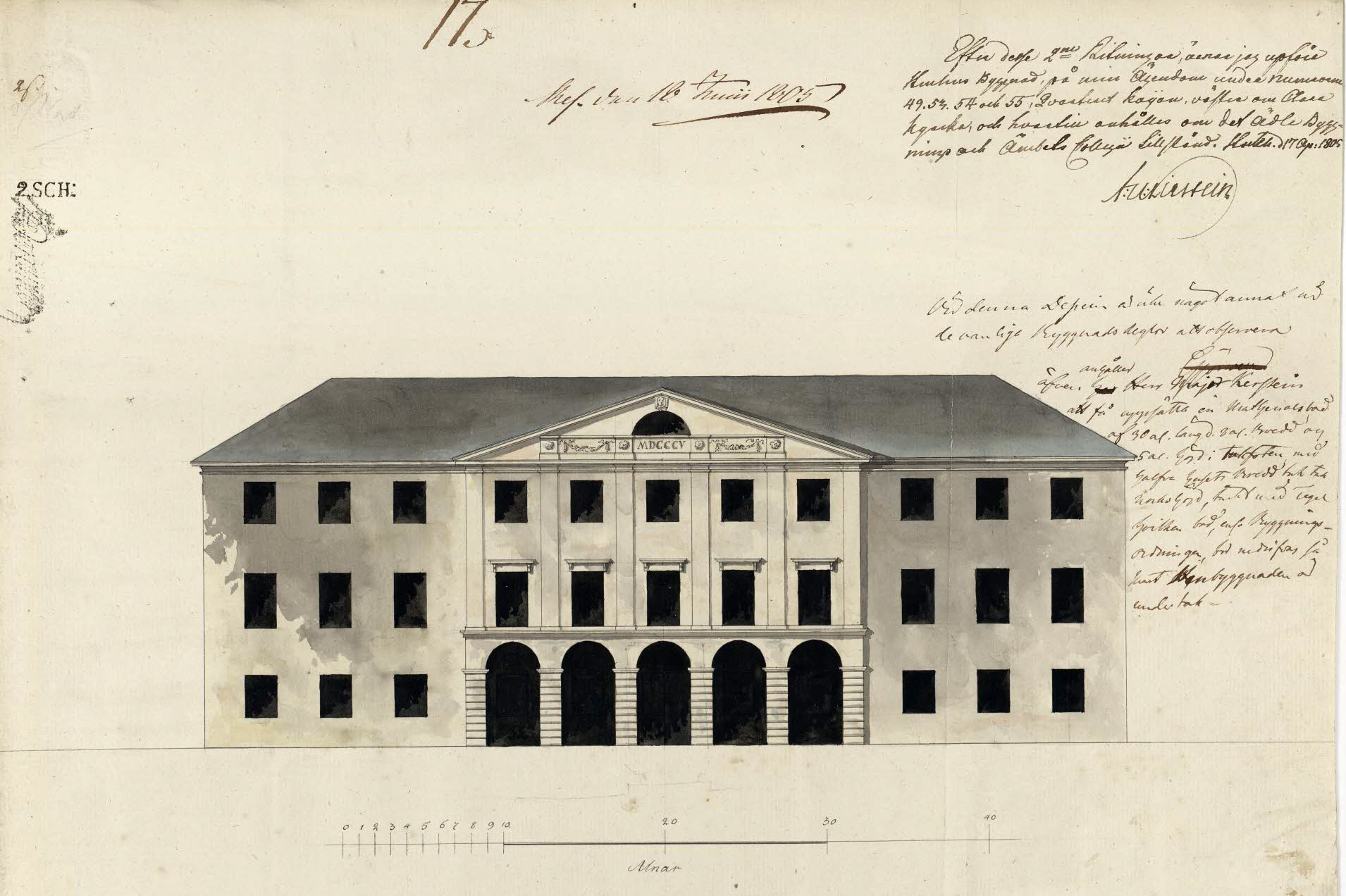
Kirsteinska huset, fasadritning 1805

Kirsteinska huset, senare Hotel W 6 respektive Hotel Continental, var en byggnad med fastighetsbeteckningen Kajan 4 (numera Orgelpipan 6) vid Klara Strandgata, sedermera Vasagatan 22 på Norrmalm i Stockholm.
Hotellverksamheten lades ned 1951 och byggnaden revs på hösten 1958 i samband med Norrmalmsregleringen och tunnelbanans utbyggnad. På platsen uppfördes 1960-talsbyggnaden Hotel Continental (1963), som revs 2013–2014. År 2016 invigdes det tredje Hotel Continental i en ny byggnad på samma plats som Kirsteinska huset.

## Historik

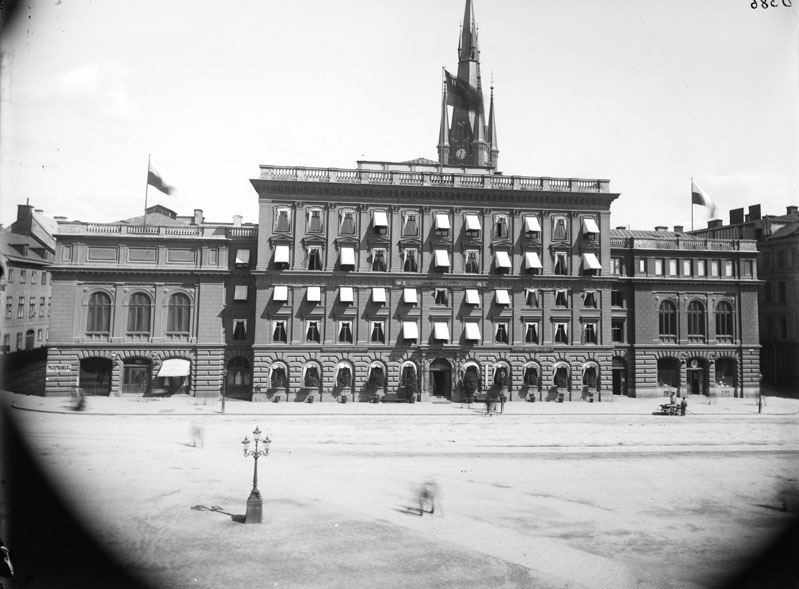
Hotel W 6 någon gång 1884-1899.

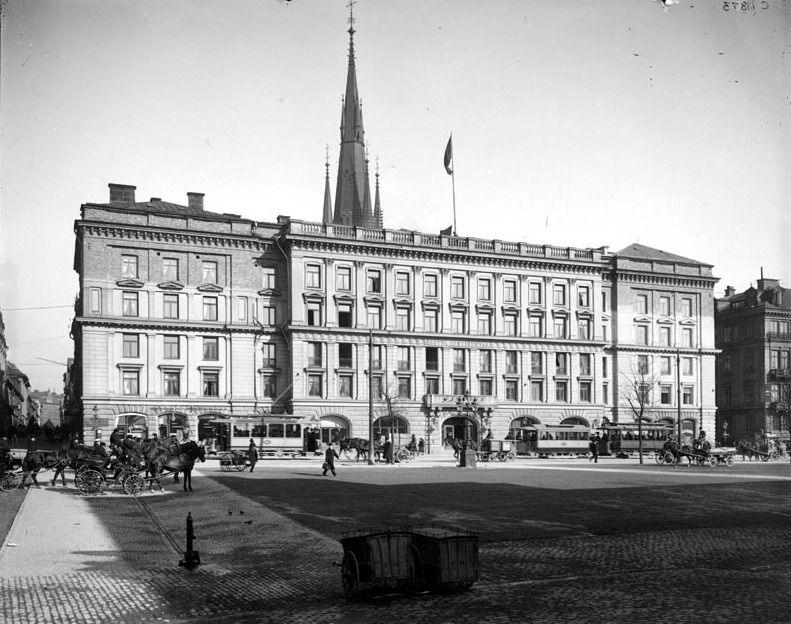
Hotel Continental, 1906.

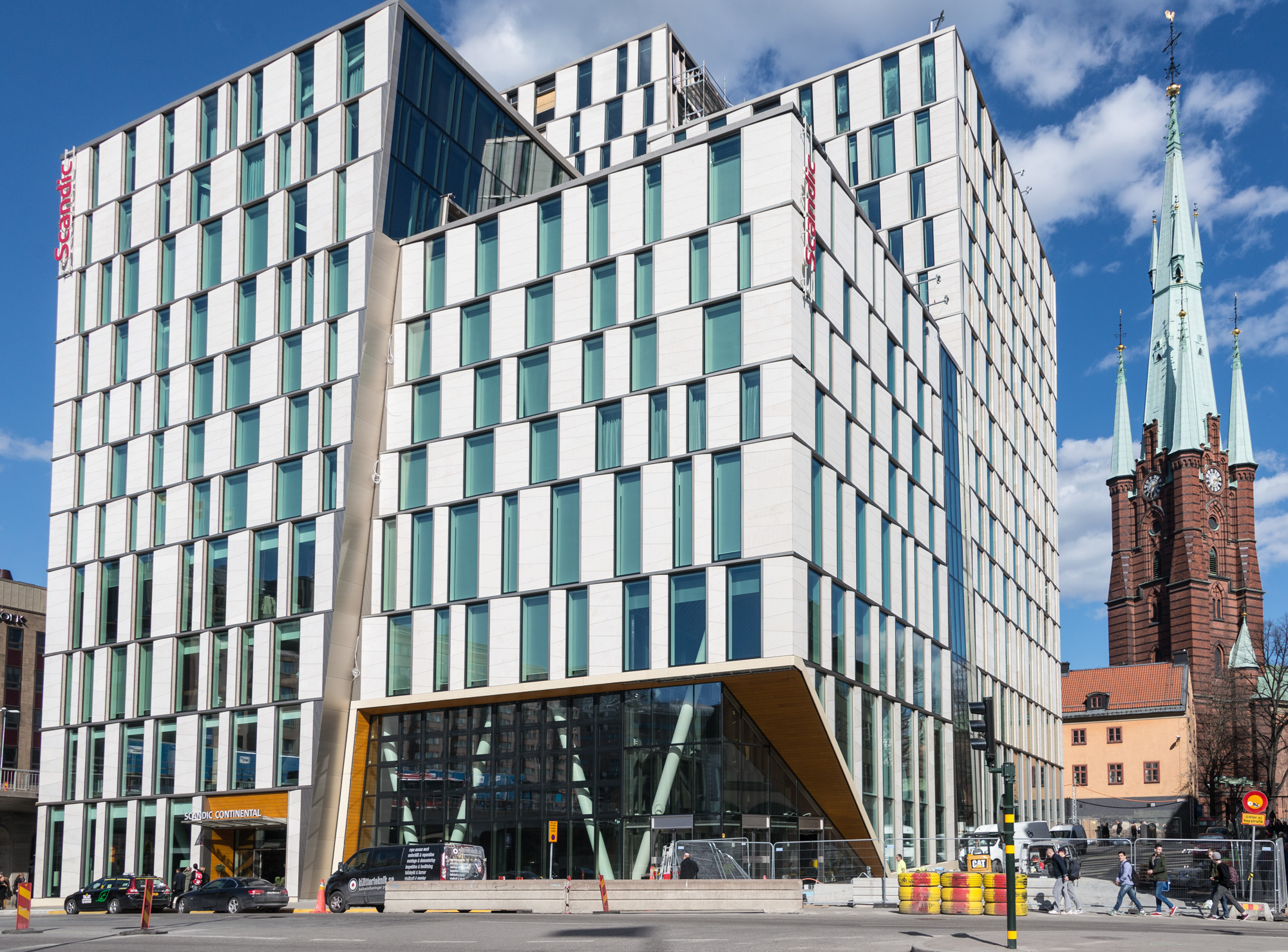
Scandic Continental, 2016.

### Kirsteinska huset och Kirsteinska trädgården
Slottsbyggmästare Adolf Ulrik Kirstein lät i slutet av 1700-talet uppföra ett stort och prydligt hus på tomten i kvarteret Kajan. Till huset hörde en stor trädgård som sträckte sig ned mot Klara sjö, vars strandlinje vid denna tid gick mycket högre. Carl Michael Bellman dedicerade Fjäriln vingad syns på Haga till herr kaptenen Kirstein som vid denna tid var Bellmans hyresvärd på Klarabergsgatan.

### Nöjeslokal
Huset köptes 1829 tillsammans med en angränsande fastighet av bröderna Fredrik och Pehr Anders Blom. Fredrik Blom lät bygga om huset efter egna ritningar 1852. Förutom bostäder fanns också lokaler för allehanda tillställningar och anläggningen förvandlades under denna tid till känt nöjestempel med konserter, dans, maskerader, soaréer och teaterföreställningar. Under tiden 1834-42 alternerade en grupp skådespelare mellan Djurgårdsteatern och Kirsteinska huset då de arbetade för att avskaffa teatermonopolet i Stockholms stad efter strejken Det andra Torsslowska grälet på Dramaten.  Ett flertal ordenssällskap avlöste varandra och senare kom Kirsteinska huset att hysa Musikaliska akademien. Här framfördes Richard Dybecks sång Du gamla, du fria första gången vid en Aftonunderhållning med nordisk folkmusik som han höll den 18 november 1844.

### Hotell
År 1871 invigdes Stockholms centralstation vid västra sidan av Centralplan, och efter 1883 byggdes Kirsteinska huset om och till för Hotel W 6. Bakom hotellbolaget stod Ordenssällskapet W:6. Arkitekt var Magnus Isæus och för interiör utsmyckning svarade bland andra Vicke Andrén. Man inredde med börssal, högtidssal och en ordenssal för sällskapet. I de övre våningarna fanns 68 rum för resande som fick dela på de två badrummen. Efter brand och med nya ägare öppnades det i juli 1899 i namnet Hotel Continental, och var då Nordens största hotell med 150 rum. För ombyggnaden 1899 svarade arkitekt Gustaf Wickman
Hotellet gick dock dåligt ekonomiskt. Det var inte förrän Hjalmar Tornblad tog över som direktör som vändningen kom. Tornblad skapade 1904 ett temporärt annex i det som i dag är Hotell Terminus strax söder om hotellet. Han byggde 1905 med Wickmans hjälp på flyglarna så att de blev jämnhöga med huvudbyggnaden samtidigt som flera av festlokalerna omvandlades till hotellrum. Hotellet hade nu 220 rum, 260 med annexet och var störst i Skandinavien. Detta hotell var det första Hotel Continental i Stockholm.  
I samband med Norrmalmsregleringen och tunnelbanans utbyggnad lades hotellverksamheten i det då slitna komplexet ned 1951. Huset hade inköpts redan 1948 av Stockholms stad i syfte att härbärgera affärshyresgäster som på andra håll tvingats evakueras från rivningar. 1958 hade dock turen kommit till evakueringsfastigheten och på hösten 1958 revs denna äldre byggnad. 
Under åren 1960-1963 uppfördes ett nytt hotell på platsen, Hotel Continental (1963), som hade sin verksamhet fram till 2013. Detta hotell var det andra Hotel Continental på platsen i Stockholm. Det nya hotellet, som hade uppförts 1963, revs emellertid 2013 och på platsen uppfördes ytterligare ett nytt Hotel Continental, det nya och tredje Hotel Continental eller Scandic Continental Stockholm, som invigdes 2016, och således efterträdde det tidigare hotellet med samma namn.

### Bilder 1899

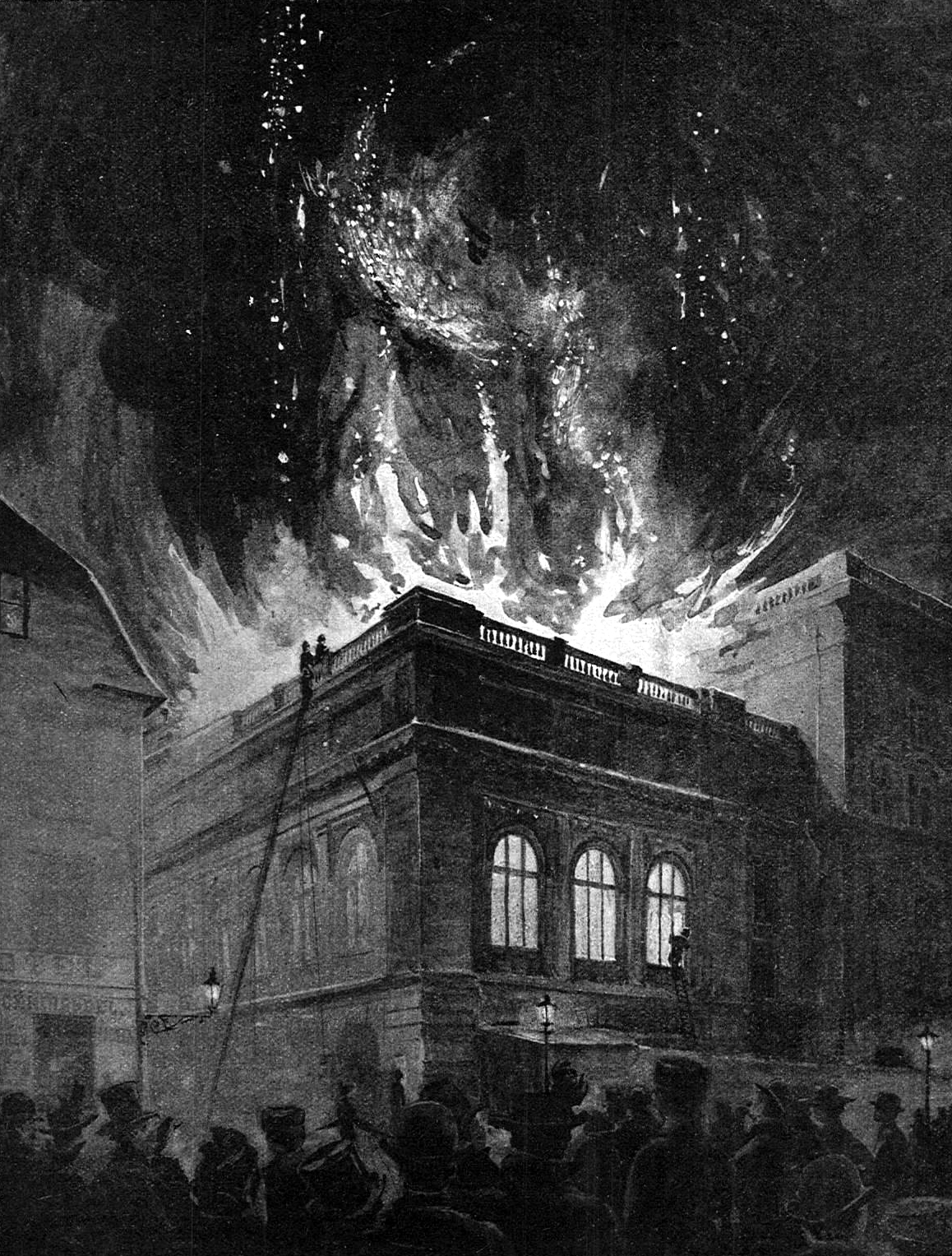
W6 brinner
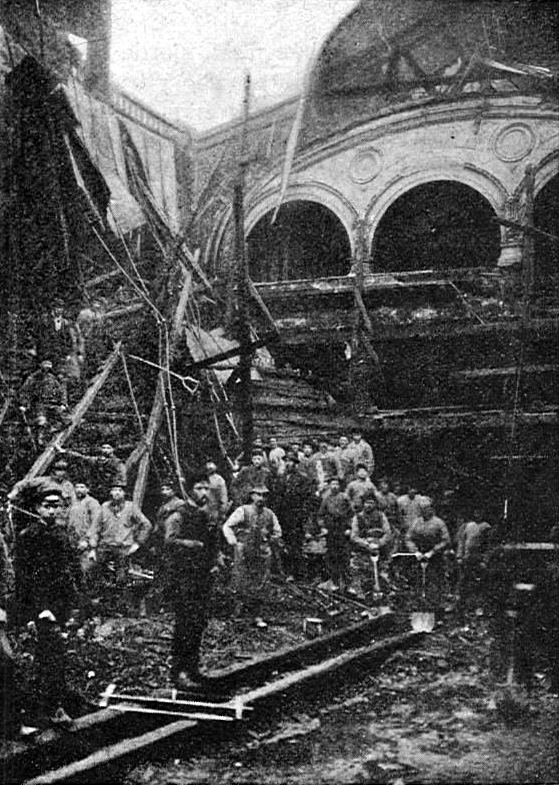
Stora festsalen efter branden
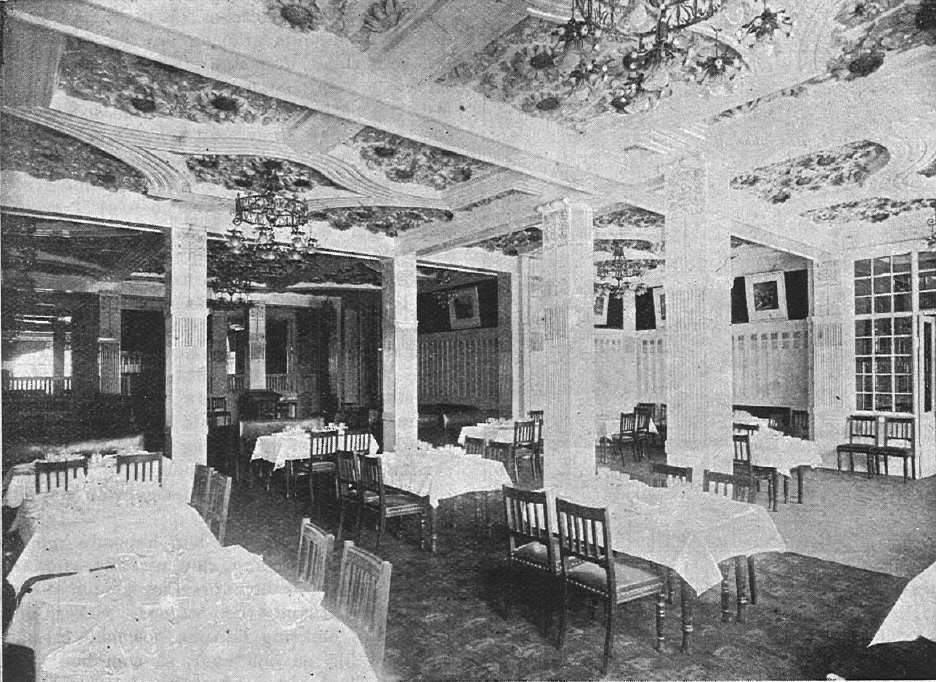
Den nya matsalen
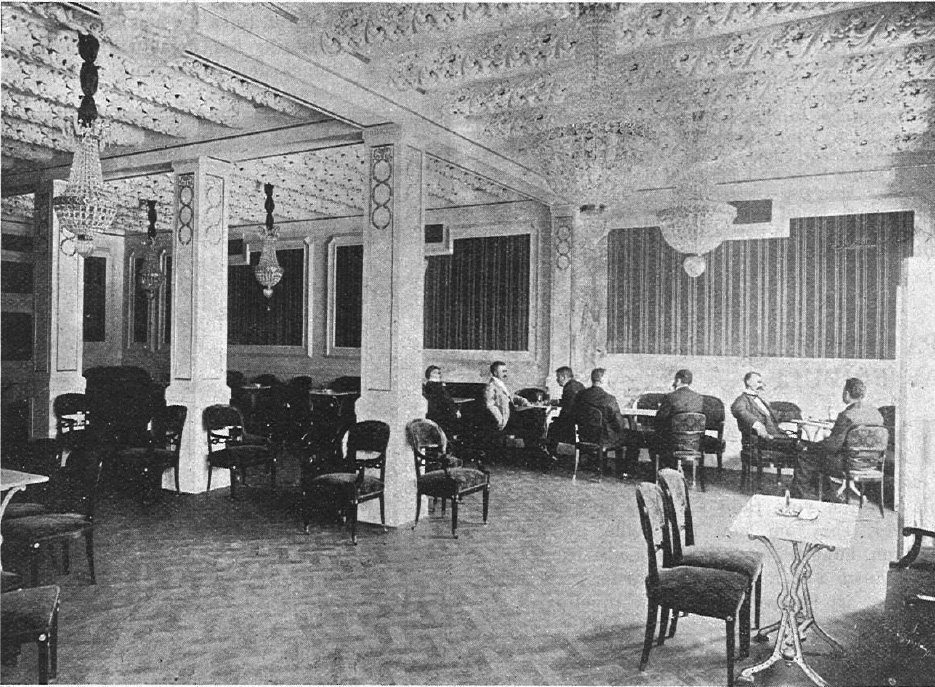
Det nya kaféet